# Picea meyeri
Picea meyeri là một loài thực vật hạt trần trong họ Thông. Loài này được Rehder & E.H.Wilson miêu tả khoa học đầu tiên năm 1914.